# Assassinato de Ingrid Bueno
O Caso Ingrid Bueno ocorreu em 22 de fevereiro de 2021 em Pirituba, na Zona Norte de São Paulo, quando a gamer da equipe de Call of Duty: Mobile FBI E-Sports Ingrid Oliveira Bueno da Silva, conhecida como Sol, foi assassinada com o uso de uma faca e uma espada por Guilherme Alves Costa, conhecido como Flashlight e Flash Amodeus.
Guilherme sofreu uma grande decepção religiosa quando viu seu irmão morrer de uma overdose de cocaína. O motivo do assassinato teria sido por ele declarar-se um soldado lutando contra o cristianismo, e matou Ingrid por ela ter entrado em seu caminho. Ele diz ter premeditado o assassinato em duas semanas. Em um segundo depoimento, Guilherme afirmou ter tido ajuda no planejamento de Gabriel Barreto Vilares, Carlos Eduardo Custódio do Nascimento, William Maza dos Santos e Vitor Hugo Souza Rocha, presos no âmbito do Caso Discord. Houve a suspeita do envolvimento de grupos como o Dogolachan, mas Guilherme afirmou não ter envolvimento com chans.
Guilherme passou por um exame psicológico, onde foi estabelecido que não tinha transtornos mentais. Porém sua defesa realizou um segundo exame, diagnostigando Guilherme com transtorno delirante persistente e traços de personalidade antissocial. No dia 8 de maio de 2022, Guilherme foi condenado a 14 anos de prisão, onde recebe acompanhamento psicológico.

## Antecedentes
Ingrid Oliveira Bueno da Silva tinha 19 anos e havia acabado de começar sua carreira nos e-sports jogando Call of Duty: Mobile na equipe FBI E-Sports, onde era conhecida como Sol. Ela participava de campeonatos organizados pelo grupo Battle Girls, onde, diferente de outros torneios, o jogador não precisa pagar taxa de inscrição.
Guilherme Alves Costa tinha 18 anos e jogava em outro time, Gamers Elite, onde era conhecido como Flashlight e Flash Amodeus. Ele era muito prestativo e fez um curso de teologia por um ano. Seu irmão morreu de overdose de cocaína na sua frente, o que teria sido o seu gatilho para se decepcionar com a religião. Também tinha problemas com o pai, apesar do desconhecimento de sua família.
Eles se conheceram na internet um mês antes do assassinato e mantiveram o relacionamento sem o conhecimento de seus familiares. Guilherme conversava com Ingrid sobre os seus problemas, o que fez com que ela quisesse ajudá-lo. Ele também dizia estar apaixonado pela garota. O pai de Ingrid acessou mensagens no celular, onde ela diz para Guilherme que suspeitava estar com Covid-19. Guilherme insiste em encontrá-la, mesmo se o resultado do teste fosse positivo. Guilherme então diz que  "[v]ocê deve ser minha. Isso faz parte do sacrifício. Agora você não entende, está confusa". Ingrid responde: "Isso não é um livro, Guilherme". Ele diz: "Mas em breve você vai entender o real motivo de eu pedir isso".

## Assassinato
No dia 22, Guilherme chamou Ingrid para ir a sua casa em Pirituba para jogar. Ela entrou e tomou café da manhã com a mãe de Guilherme. Ela saiu para trabalhar como diarista. Ambos ficaram sozinhos até as 10h30, quando o irmão de Guilherme entrou para pegar sua bolsa para fazer entregas de marmitas. Lá, por volta das 14h30, ele a perfurou múltiplas vezes com uma faca e uma espada, e ainda tentou degolá-la.
Guilherme postou vídeo com imagens do corpo nas redes sociais e vídeo onde mostra o dedo do meio para o espelho em seu quarto, escrevendo "Sou eu no vídeo, vocês estão cegos?" Seus seguidores duvidaram que o corpo fosse real, então Guilherme gravou vídeo onde ri da situação e diz "Vocês estão achando que é tinta, que é montagem, ou algo do tipo. Mas não, não é [risos]. Eu realmente matei ela, entendeu? Bom, eu tenho um livro também. Pedir para o pessoal tá divulgando esse meu livro e é isso aí. Espero que vocês leiam, tem algumas verdades". O vídeo também foi enviado para os membros da Gamers Elite. Os responsáveis pelo grupo enviaram o vídeo para as autoridades responsáveis e pediram que os membros não o divulgassem. Após ferir Ingrid, Guilherme fugiu e seu irmão encontrou o corpo de Ingrid sobre a cama. Guilherme disse aos seus familiares que queria se matar, mas seu irmão o convenceu de se entregar. No vídeo, Guilherme estava usando a mesma máscara dos perpetradores do Massacre de Suzano.
Os policiais militares foram chamados por ocorrência de mulher esfaqueada. O óbito de Ingrid foi constatado pela equipe de resgate.

## Investigação e julgamento
Meia hora após o crime, Guilherme se entregou no 87º Distrito Policial. Ele admitiu que planejou o homicídio com duas semanas de antecedência e disse ter escrito um livro de 52 páginas sobre o motivo do crime, que foi anexado ao inquérito. Ele afirmou em depoimento para a Polícia Civil (PC) ter a sanidade mental completamente apta e que matou Ingrid porque quis. Guilherme foi indiciado pelo promotor Fernando Cesar Bolque por homicídio duplamente qualificado por motivo fútil e meio cruel. O livro se chamava Meu Dicionário, onde Guilherme diz ser um soldado combatendo o cristianismo, e matou Ingrid por ela ter entrado em seu caminho. Também diz ter ressentimento do pai por tê-lo abandonado, chama sua família de hipócrita e dizia estar vivendo uma vida dupla.
No mesmo dia, a professora Lola Aronovich alega ter recebido às 23h09 e-mail do autor do crime ou alguém se passando por ele, onde explica seu ódio às mulheres e se declarou usuário de chans. Também disse ter planejado o assassinato por duas semanas. Um dia depois, foi ameaçada de morte por uma ligação anônima. Mas o promotor de Justiça Fernando Cesar Bolque se manifestou dizendo que o garoto não poderia ter sido o autor da mensagem e da ameaça, pois ele já se encontrava detido na delegacia e sem seu celular. O e-mail usado também é falso e não-rastreável. Uma postagem já apagada no Endchan, imageboard que hospedava o Dogolachan, afirmava ter ajudado Guilherme no planejamento e divulgação do assassinato. O fórum original havia sido fechado em 2019 após a Operação Illuminate, que prendeu cinco moderadores. Outro grupo que teria ajudado Guilherme seria o Crazychan, grupo de WhatsApp criado em 2016 envolvido em diversos crimes, incluindo misoginia e pedofilia, que teria dado uma pistola 9mm para Guilherme, que não foi encontrada pela polícia. Ainda, no Firechan, um usuário chamado Ghostfag disse ter sido o mentor de Guilherme. O garoto, porém, nega ter qualquer involvimento com imageboards. Apesar disso, declarou admirar Anders Breivik.
Guilherme foi preso preventivamente, transferido para o Centro de Detenção Provisória Paulo Gilberto de Araújo, no bairro de Belém, Zona Leste. O Ministério Público denunciou Guilherme no dia 25, quebrou o sigilo de seu celular e pediu que fosse realizado um exame de insanidade. Inicialmente, a denúncia foi por feminicídio, mas foi descartada pelo promotor. A defesa alegou que o réu era inimputável, mas o exame declarou que Guilherme não possuía doenças mentais. A defesa, então, realizou exame por um psiquiatra particular, alegando que o laudo possuía poucas folhas. O novo laudo concluiu que Guilherme tem transtorno delirante persistente e traços de personalidade antissocial. No dia 2 de março, o Ministério Público pediu a reconstrução da cena do crime.
Guilherme foi a júri popular, presidido pela juíza Michelle Porto de Medeiros Cunha Carreiro. Originalmente, o julgamento seria no dia 3 de março de 2022, mas foi adiado para o dia 9 de maio a pedido da defesa, pela anexação dos documentos que não haviam sido analisados pelo Ministério Público. Sua defesa é realizada pelos advogados João Marcos Alves Batista, William Vinicius Sartório e Fernanda Magnusson. Ela alega que o réu tenha problemas mentais, o que o tornaria semi-imputável e evitaria sua prisão. A tese, porém, foi contestada pelo advogado Fernando Cesar Bolque do Ministério Público, que se baseia no laudo oficial feito pelos peritos da justiça. No dia 8 de maio, o júri no Fórum Criminal da Barra Funda condenou Guilherme a 14 anos de prisão, sem direito de recorrer em liberdade. Durante sua prisão, ele deve receber acompanhamento psiquiátrico.
Em 2023, Guilherme prestou outro depoimento para a PC onde afirmou que outras quatro pessoas estariam envolvidas no planejamento da morte de Ingrid. Seus nomes são Gabriel Barreto Vilares, Carlos Eduardo Custódio do Nascimento, William Maza dos Santos e Vitor Hugo Souza Rocha. Um deles teria se gravado ligando para o pai dela e dizendo que tinha se masturbado para o cadáver. Os quatro indiciados foram presos em outra operação, no chamado Caso Discord. A averiguação do telefonema foi encaminhado para o Departamento de Homicídios e de Proteção à Pessoa.

## Reações
Após o assassinato, o grupo FBI E-Sports postou mensagem de luto nos stories do Instagram, dizendo que "Ela era uma pessoa extraordinária, a quem vamos lembrar todo dia que o Sol nascer, todo dia que a luz do Sol tocar no nosso corpo, toda vez que olharmos para o Sol, nós vamos lembrar dela". A Gamers Elite publicou nota dizendo que "não compactua com qualquer criminoso de nenhum modo e jamais irá compactuar ou fazer apologias ao mesmo". Sua família e amigos prestaram homenagens. O pai de Ingrid publicou carta aberta, onde chamou o crime de premeditado e prestou solidariedade à família de Guilherme. A família de Guilherme se desculpou com um rápido telefonema para a família de Ingrid. No dia 24, a mãe de Guilherme deu entrevista para a TV Record, dizendo não reconhecer o próprio filho. No dia 26, suas fãs a homenagearam no Call of Duty Mobile, se ajoelhando na frente da igreja dentro do jogo.
O assassinato foi comemorado em grupos de WhatsApp e fórums como o Dogolachan.
O fato teve repercussão internacional.